# Санта-Круш (Мадейра)
Са́нта-Кру́ш (порт. Santa Cruz; МФА: [ˈsɐ̃.tɐ ˈkɾuʃ]) — муніципалітет і місто в Португалії, в автономному регіоні Мадейра. Розташований на острові Мадейра в Атлантичному океані, на теренах історичної португальської провінції Мадейра. Належить до Фуншальської діоцезії Католицької церкви в Португалії. Права міського самоврядування має з 1515 року. Поділяється на 5 парафій.  Площа муніципалітету — 81,50 км², населення муніципалітету — 43005 ос. (2011); густота населення — 527,67 осіб/км²
. Патрон — Спаситель. Святковий день муніципалітету — 15 січня. Поштовий індекс — 9100.  Код місцевої адміністративної одиниці — 3009. Складова статистичного регіону Мадейра.

## Географія
Санта-Круш розташований на південному сході острова Мадейра в Атлантичному океані.
Санта-Круш межує на півночі з муніципалітетами Сантани і Машіку, на сході та півдні — омивається Атлантичним океаном, на заході межує з муніципалітетом Фуншала.
За колишнім адміністративним поділом (до набуття Мадейрою статуту автономії у 1976 році) місто входило до складу Фуншальського адміністративного округу.
Муніципалітет сьогодні є важливим промисловим, туристичним і транспортним центром Мадейри, оскільки саме на його території у місцевості Санта-Катаріна розташовані головні ворота острова — міжнародний аеропорт «Мадейра». Має два міста — Санта-Круш і Канісу. На території муніципалітету у 1986 році було засновано частковий природний заповідник «Гаражау» (порт. Reserva Natural Parcial do Garajau). Він є єдиним в Португалії морським заповідником. В акваторії заповідника «Гаражау» можна спостерігати за екзотичними рибами великих розмірів, як наприклад Epinephalus guaza, що має популярність серед любителів підводного фотографування.

## Історія

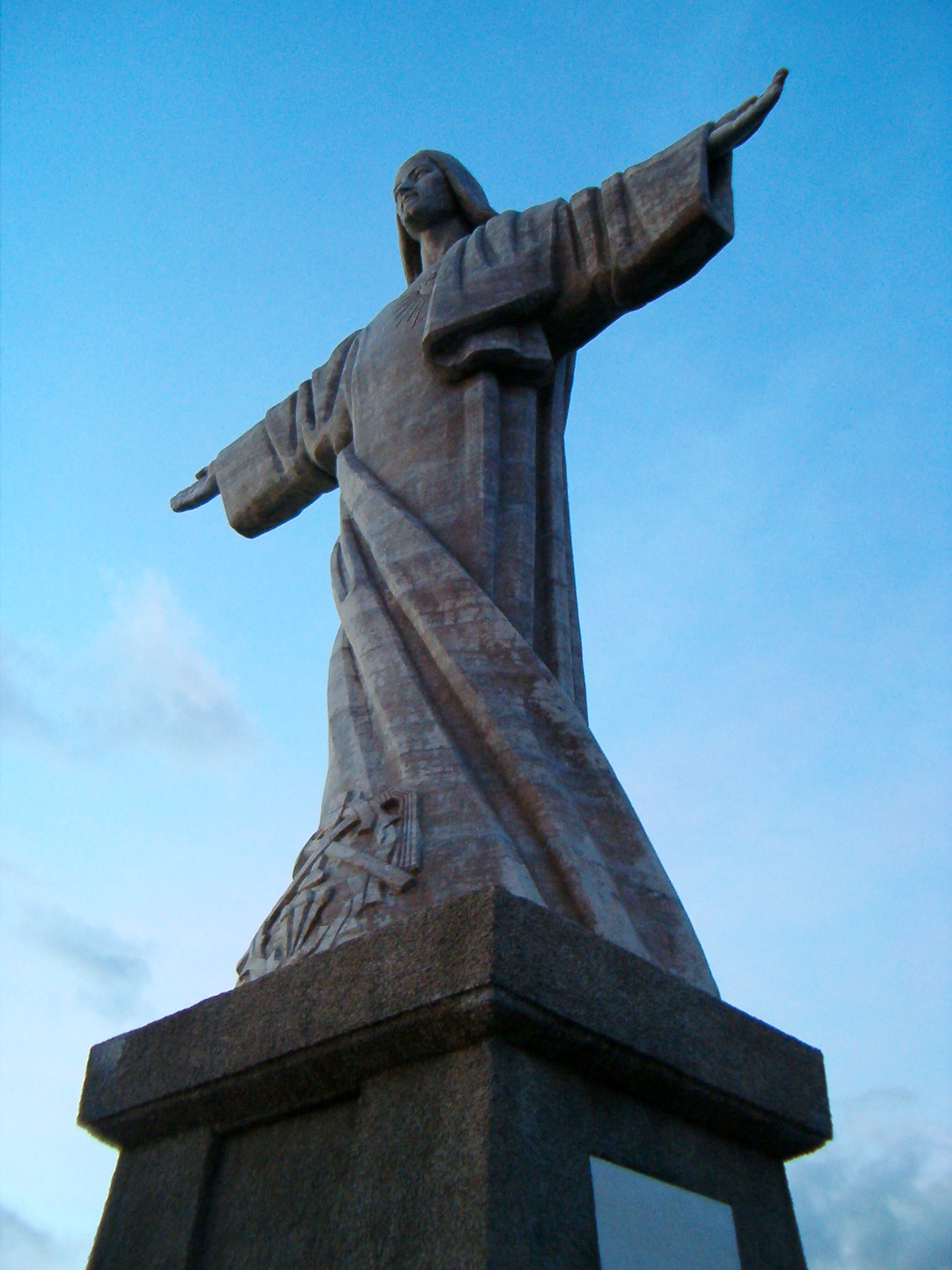
Статуя Святого Серця Христового

Відомо, що поселення Санта-Круш було одним з найперших на острові і виникло ще на початку 15 століття під час колонізації нещодавно відкритого острова Мадейри.
26 червня 1515 року португальський король Мануел I надав Санта-Крушу форал, яким визнав за поселенням статус містечка та муніципальні самоврядні права.
Статус міста — з 2 серпня 1996 року. Назва міста у буквальному перекладі українською мовою означає «святий хрест». За переказом, коли португальські мореплавці дістались берегів сучасної місцевості Санта-Круш, вони побачили декілька повалених дерев. Капітан корабля наказав зробити з них хрест і підвісити його на найвищому дереві. Пізніше на його місці було споруджено мармуровий хрест, який проіснував до 1889 року.
В архітектурному відношенні виділяється головна церква «матріж» (порт. Igreja Matriz de Santa Cruz), закладена як невеличка каплиця у 1533 році за наказом Мануела Першого і яка має портал виконаний у готичному стилі.
В Канісу найдавнішою церквою є «Капела Мадре Деуш» (порт. Capela Madre de Deus), збудована у 1536 році, серед інших церков та каплиць. Там же знаходиться визначна пам'ятка острова і один з символів християнства Статуя Святого Серця Христового (порт. Sagrado Coração de Jesus), що являє собою фігуру Спасителя з відкритими для обійм руками. Цю статую було зведено у 1927 році ще задовго до її аналогів — статуй Спасителя в Ріо-де-Жанейро та в Алмаді.

## Населення
| Кількість мешканців | Кількість мешканців | Кількість мешканців | Кількість мешканців | Кількість мешканців | Кількість мешканців | Кількість мешканців | Кількість мешканців | Кількість мешканців | Кількість мешканців | Кількість мешканців | Кількість мешканців | Кількість мешканців | Кількість мешканців | Кількість мешканців | Кількість мешканців |
| ------------------- | ------------------- | ------------------- | ------------------- | ------------------- | ------------------- | ------------------- | ------------------- | ------------------- | ------------------- | ------------------- | ------------------- | ------------------- | ------------------- | ------------------- | ------------------- |
| 1864                | 1878                | 1890                | 1900                | 1911                | 1920                | 1930                | 1940                | 1950                | 1960                | 1970                | 1981                | 1991                | 2001                | 2011                |                     |
| 8 867               | 11 180              | 15 033              | 16 358              | 20 027              | 21 076              | 24 852              | 26 129              | 28 070              | 29 042              | 22 940              | 23 261              | 23 465              | 29 721              | 43 005              |                     |

## Парафії
1. Гаула (порт. Gaula)
2. Камаша (порт. Camacha)
3. Канісу (порт. Caniço)
4. Санта-Круш (порт. Santa Cruz)
5. Санту-Антоніу-да-Серра (порт. Santo António da Serra)

Безлюдні острови Дезерташ, що розташовані на південь від острова, також входять до складу муніципалітету Санта-Круш.

## Економіка
В муніципалітеті домінує третинний сектор економіки, що представлений туризмом і послугами, а також різноманітною комерцією.
Вторинний сектор представлений хлібопекарнями, рибними фабриками та деревообробкою. Виділяють традиційні ремесла, що насамперед представлені виробами з лози й іншими сувенірами.
В сільському господарстві переважає вирощування картоплі, городини, тропічних фруктів, квітів і винограду. Досить розвинене птахівництво, вирощування кролів і свиней. Лісистість муніципалітету становить близько 30%.

## Галерея

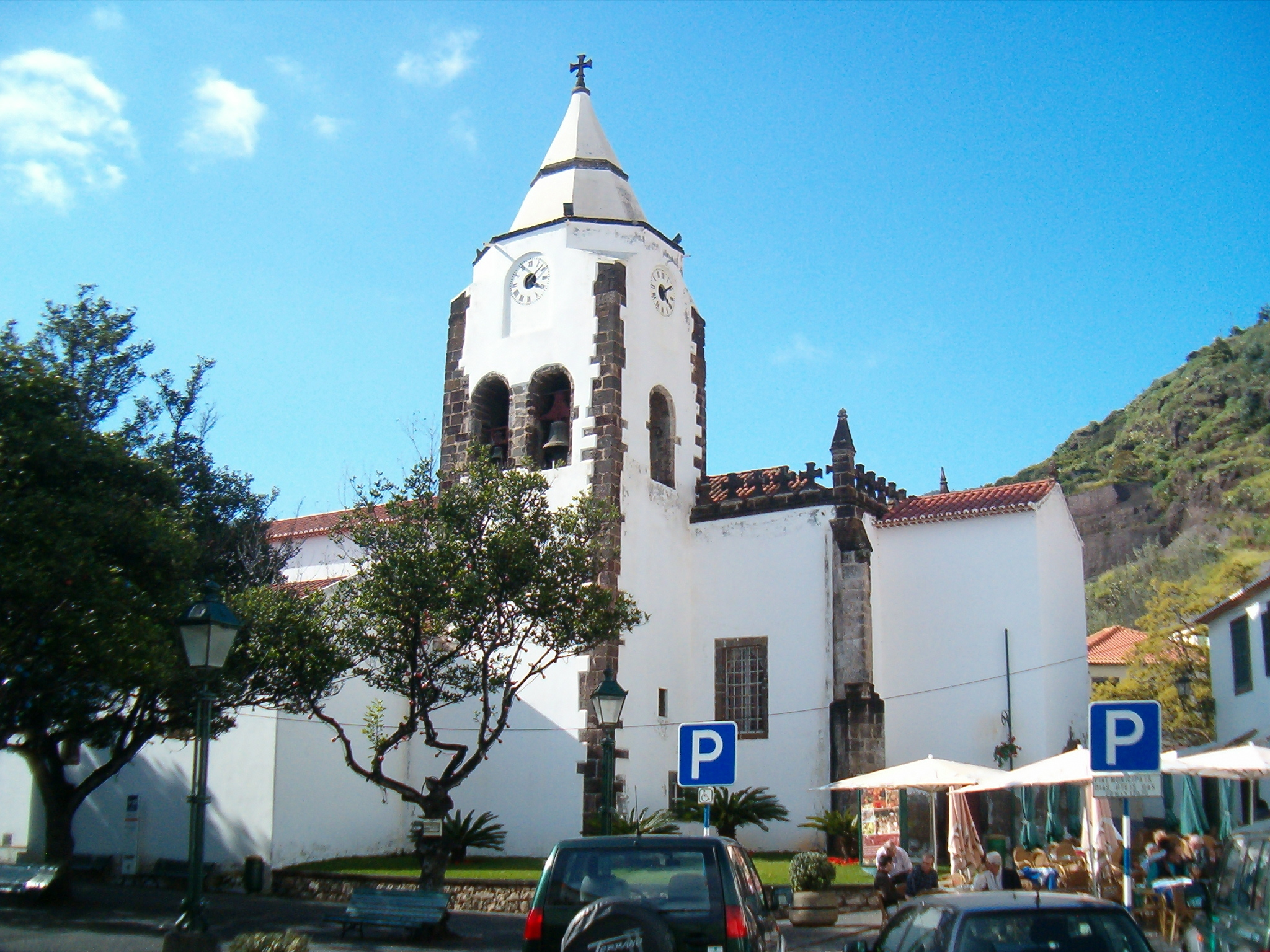
Головна церква в Санта-Круш
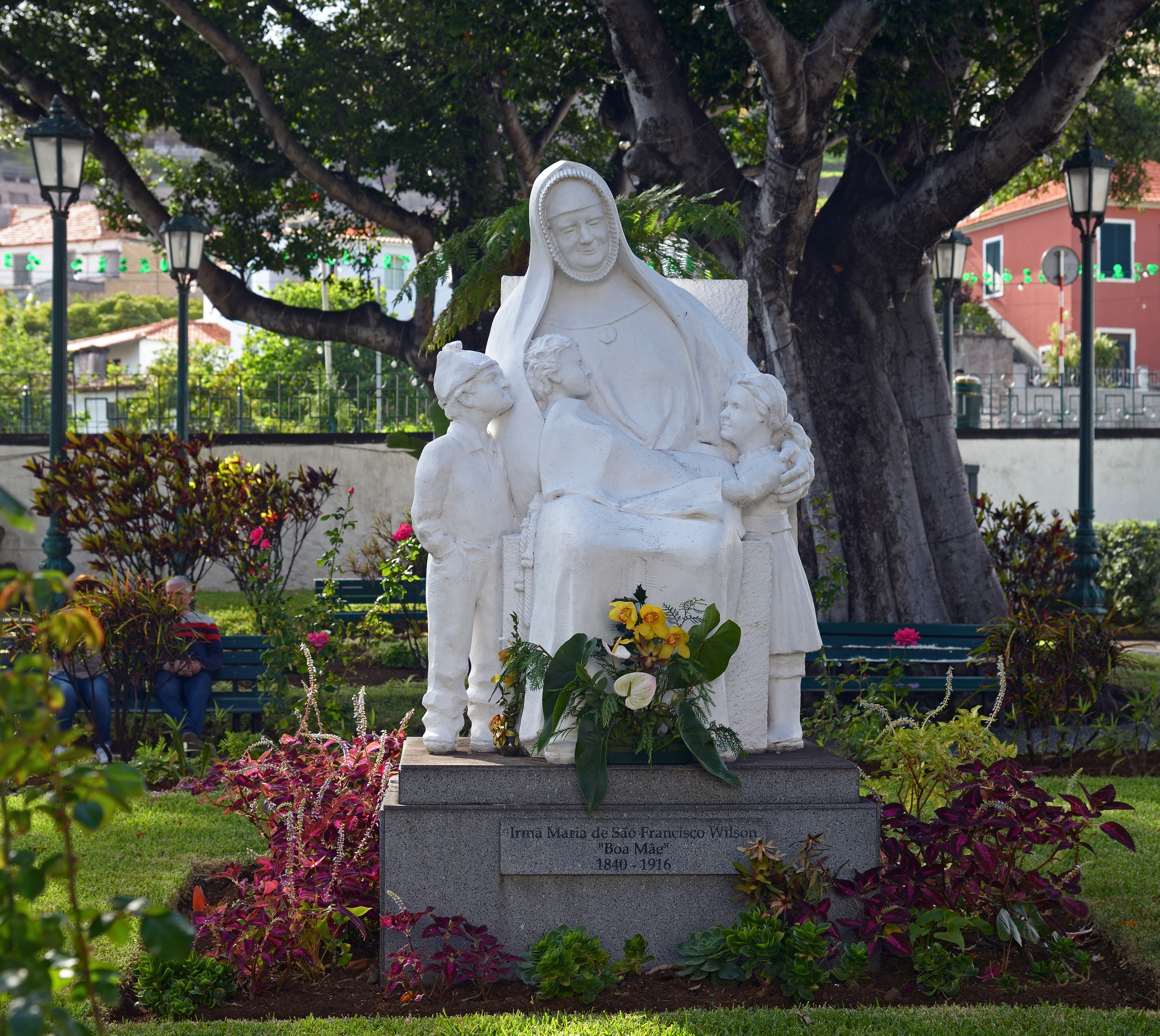
Пам'ятник Ірмі Марії Вільсон в Санта-Круш
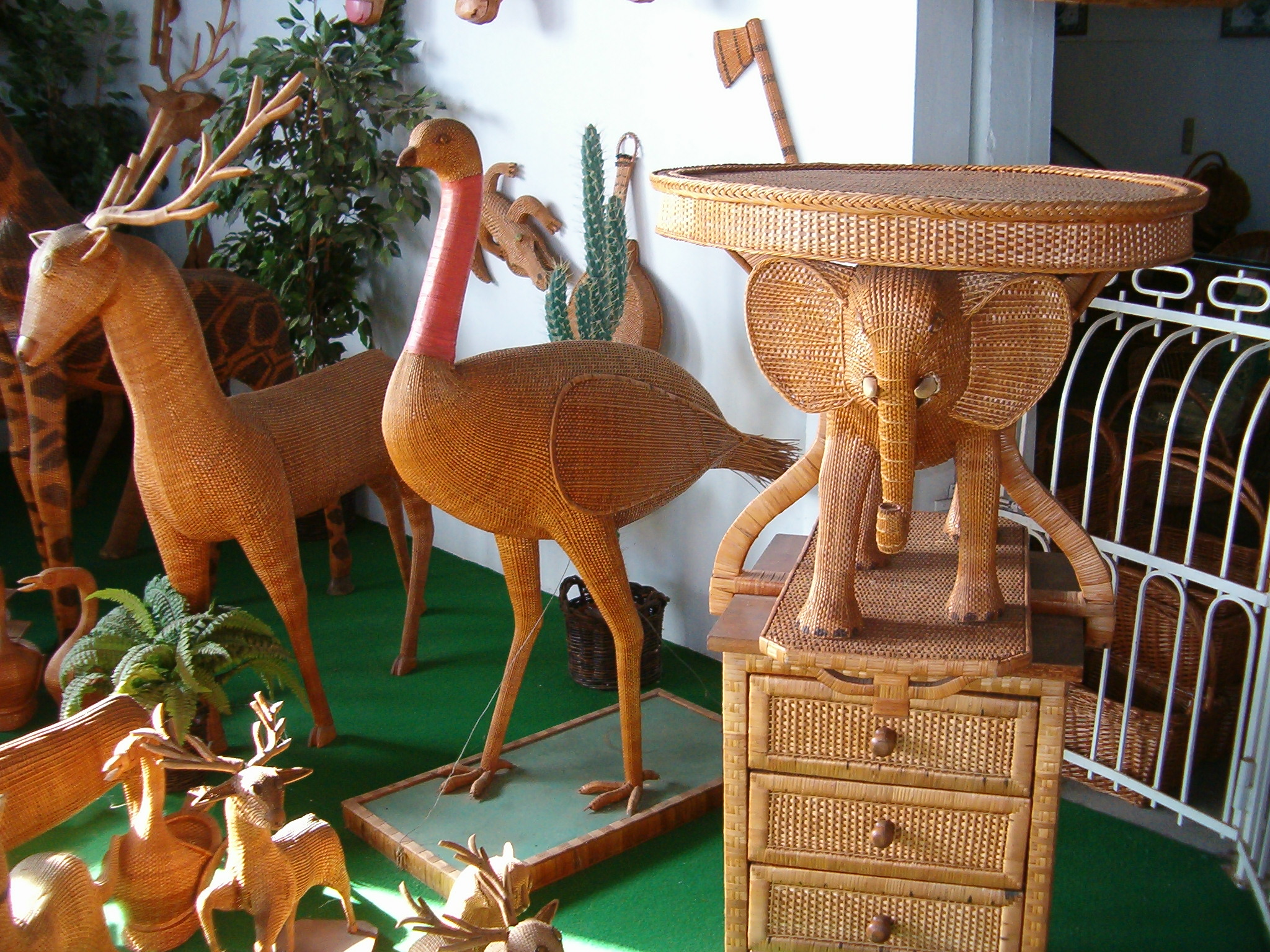
Фабрика виробів з лози в Камаші
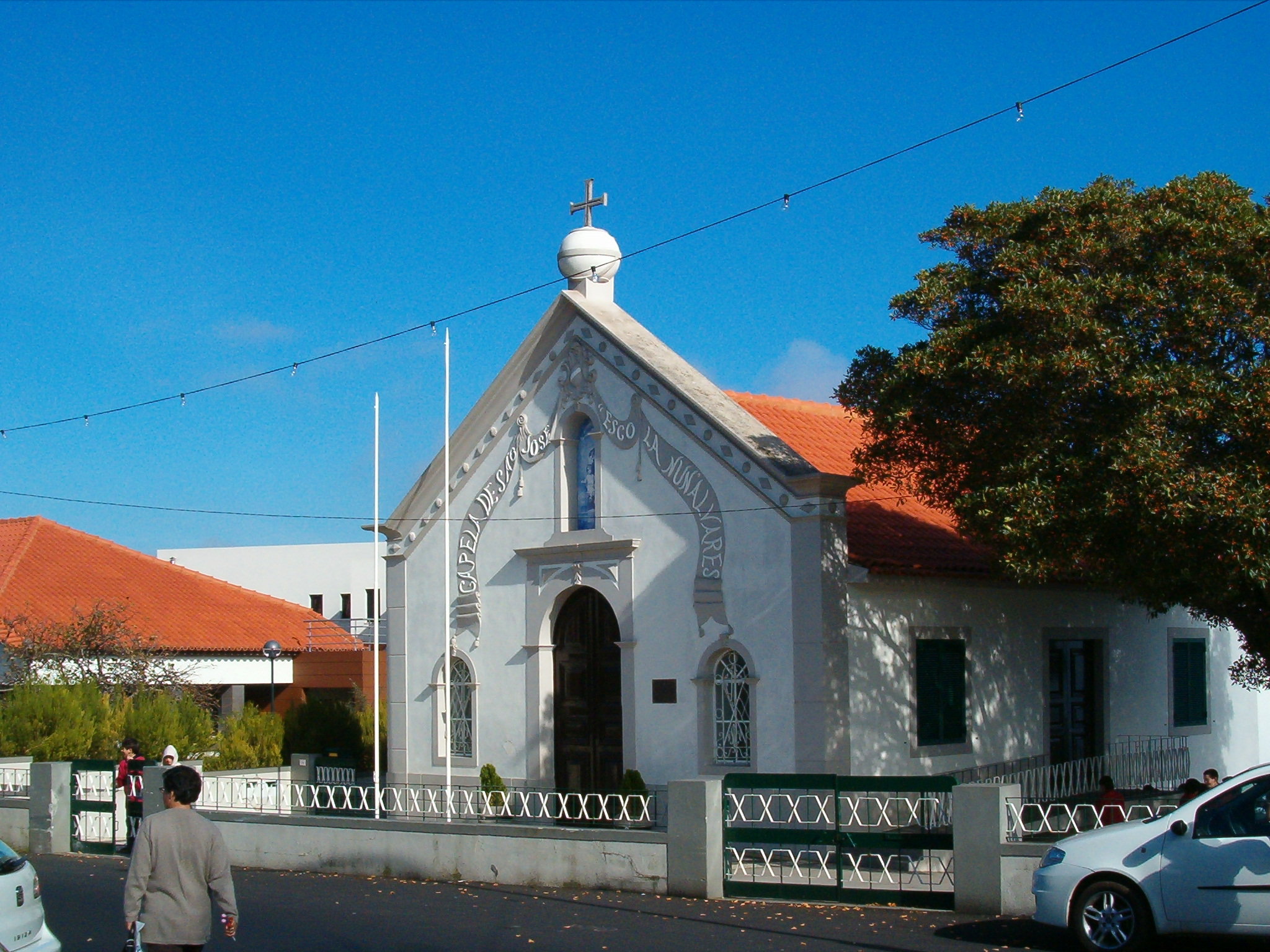
Каплиця в Камаші
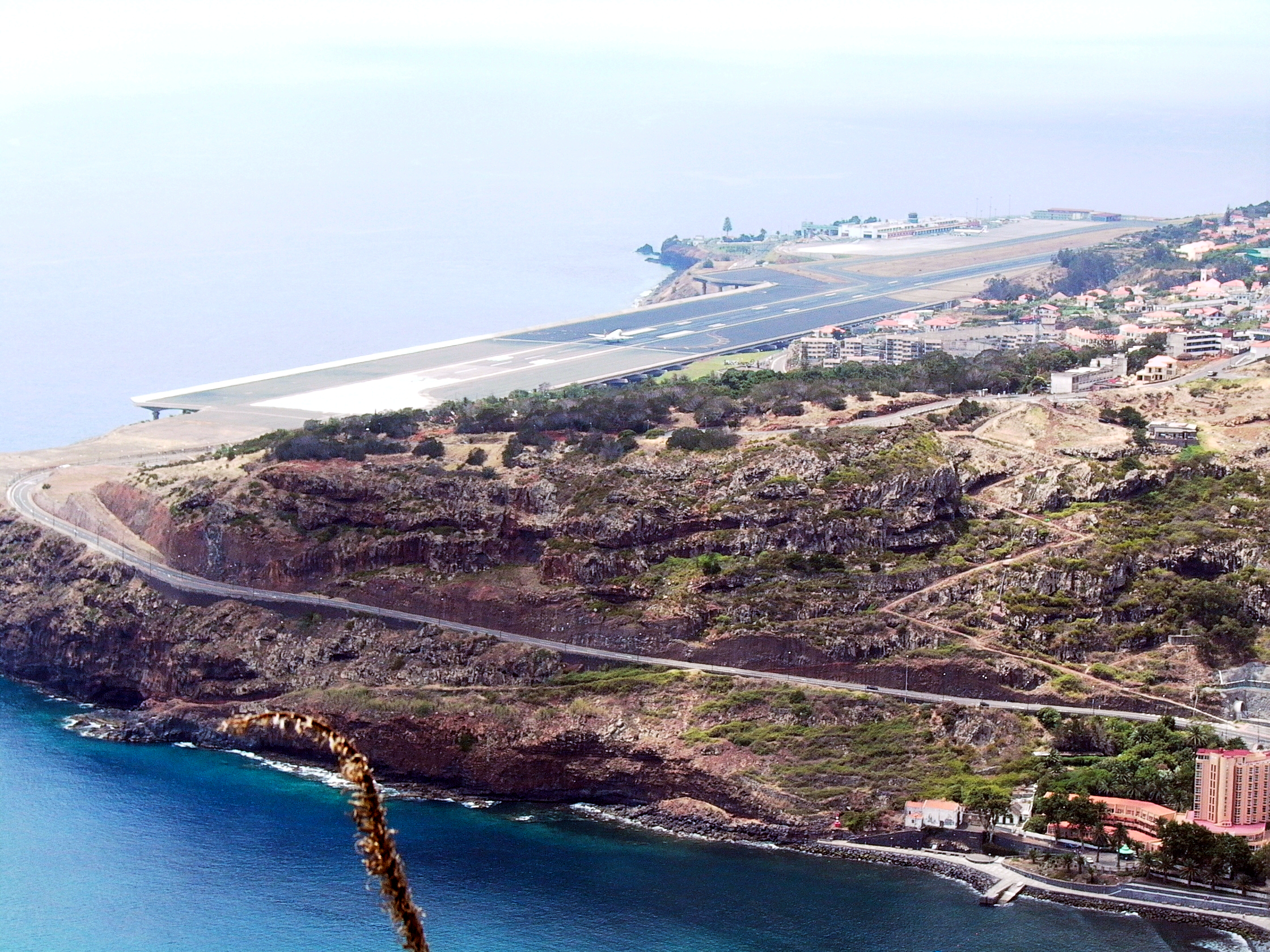
Злітно-посадкова смуга міжнародного аеропорту «Мадейра»